# Воронки (Вараський район)
Воронки́ — село в Україні, у Володимирецькій селищній громаді Вараського району Рівненської області.

## Географія
Лежить село за 34 км від райцентру, і за 4 км від залізничної станції «Воронки».
Найближчі міста: Вараш (34.4км), Дубровиця (50.7км), Сарни (61.0км). Найближчий історично-культурний центр: місто Дубровиця на відстані 50.7 км і обласний центр Луцьк (117.6 км).
Найближчі аеропорти: RWN - Міжнародний аеропорт Рівне (106,7 км), LWO — Міжнародний аеропорт Львів (294.8 км) і IFO — Міжнародний аеропорт Івано-Франківськ (309.3 км).

## Назва
Про походження назви села старожили розповідають таку легенду: «Було це ще за часів Київської Русі. Орда монгола-татар наступала на Пінськ, але була розбита дубровицьким князем. Однак бей, на ім'я Ворон, що врятувався з рештками свого загону, лишився зимувати саме на території цього села. Кажуть, що відтоді воно й називається Воронками».

## Історія
Перша письмова згадка про село Воронки належить до 1629 року..
На початку XVII ст. селом, як і всією Володимиреччиною, володіють князі Чорторийські. Потім вони продали ці землі мінському воєводі Каземиру Пацу за 400 тис. злотих. А в першій половині XVII ст. ці землі переходять у власність князям Четвертинським.
Під час національно-визвольної війни українського народу під проводом Б. Хмельницького (1648—1657 рр.) тутешнє населення брало участь у селянських заворушеннях. А з утворенням Гетьманщини село входить до складу Волинського полку. За Андрусівським перемир'ям 1667 р. село залишилось у складі Луцького повіту Волинського воєводства Речі Посполитої.
За третім поділом Польщі 1795 року село відійшло до Російської Імперії. Перебувало, відповідно до нового адміністративно-територіального поділу, у складі Луцького повіту Володимирецької волості Волинської губернії.
19 лютого 1861 р. в Російській імперії було підписано маніфест Олександра II про скасування кріпацтва. За «Загальним положенням про селян, що вийшли з кріпосної залежності» селяни ставали особисто вільними, вони мали право самостійно вирішувати свої сімейні й господарські справи. Цього ж року місцеві селяни збунтувалися, відмовившись підписувати уставні грамоти.
В кінці ХІХ ст. в селі було 89 будинків і 649 жителів. До великої земельної власності належало 6259 десятин, якими володіла поміщиця Америса Бєлоусович.
1888 року було збудовано Свято-Миколаївську церкву.
Давніше за церкву у селі є лише кладовище. Тут стоять витесаний грубий старовинний хрест і капличка. Зверху на її дашку є кований хрест із зображенням мусульманського півмісяця. Це пояснюється тим, що, коли на тутешні терени вторглися турки і татари, вони не змушували місцевих зрікатися віри за однієї умови — якщо вони визнають, що християнська віра є так би мовити, під мусульманською. Так виникли зображення півмісяців на хрестах. Схожі ковані хрести неодноразово знаходили під час розкопок, однак на капличках до наших днів вони не збереглися. Лише у Воронках. Через це науковці припускають, що та капличка — ще з докозацьких часів.
У роки Першої світової війни (1914—1918 рр.) воював у лавах Російської імператорської армії уродженець села Якубський Максим, який так і не повернувся з фронтових доріг.
У листопаді 1917 р., після розпаду Російської імперії, постала Українська Народна Республіка. У березні 1918 р. село увійшло до Луцького повіту Волинської землі.
З квітня по грудень 1918 р. село входить знову до Володимирецької волості Луцького повіту, але вже Української Держави гетьмана Павла Скоропадського, який відновив царський адміністративний устрій.Жителі села комуністичних поглядів брали участь в Дубровицькому збройному повстанні (1918—1919 рр.).
З грудня 1918 р. село повернулоя до складу відродженої УНР, яка вже підпорядковувалась Директорії. Війська останньої і надалі вели боротьбу за незалежність, але були розбиті більшовиками у квітні 1919 р. В січні 1918 року село зайняли більшовики.
З вересня 1920 р. село, як і Західна Україна, згідно Варшавського договору, окуповане Польщею. Такий стан справ надалі був закріплений, після перемоги польських військ, Ризьким договором (1921 р.).  А село увійшло у 1920 р. до складу Поліського, а від 1931 р. — Волинського воєводства. Дев'ятнадцять років чужоземного панування позначені поселенням на українських землях польських «осадників», політикою «пацифікації» українців, національними утисками та соціальним гнобленням і боротьбою. В 1936 році відбувається тримісячний селянський страйк.
20 вересня 1939 року село, як і вся Західна Україна, було окуповане військами СРСР, а згодом увійшло до Володимирецького району Ровенської області УРСР. Із входженням західноукраїнських земель до складу Радянської України у краї починаються процеси радянізації: встановлюється радянська влада, вивезено до Сибіру всіх польських осадників, починається колективізація.
22 червня 1941 р. Німеччина напала на СРСР, розпочалась Німецько-радянська війна. Від липня 1941 до січня 1944 село перебувало під німецько-нацистською окупацією і увійшло до складу Сарненського ґебіту Генеральної округи Волинь-Поділля Райхскомісаріату Україна. Окупаційний «новий порядок» полягав у масовому знищенні євреїв, численних реквізиціях фуражу та продовольства, вивезенні молоді до рейху. В ті важкі часи окупації сім'я Чугаїв врятувала єврейську родину Ховерсів.
26 жовтня 1943 р. радянські партизани пограбували село.
На початку січня 1944 року село було захоплене частинами 1-го Українського фронту.
В роки Німецько-радянської війни (1941—1944 рр.) 121 житель села брав участь в бойових діях на боці комуністичного режиму. У боротьбі із загарбниками загинуло 58 жителів села. На їх честь радянською владою споруджено обеліск.
Брали участь жителі села і в боротьбі за незалежність в лавах ОУН. Так відомо, що у селі знаходився штаб районної організації ОУН, провідником був Андрій Муха. Військовий загін за чисельністю сягав 245 чоловік і був озброєний двома кулеметами.
В повоєнні часи в селі діяв радгосп «Зоря» тваринницько-льонарського напряму, за яким було закріплено 3 476 га землі, у тому числі 476 га орної. Працювали восьмирічна школа, будинок культури, бібліотека та фельдшерсько-акушерський пункт.

## Релігія
В селі існує дві християнські громади, української православної церкви і християн віри євангельської. В церквах громад регулярно проводяться богослужіння. 

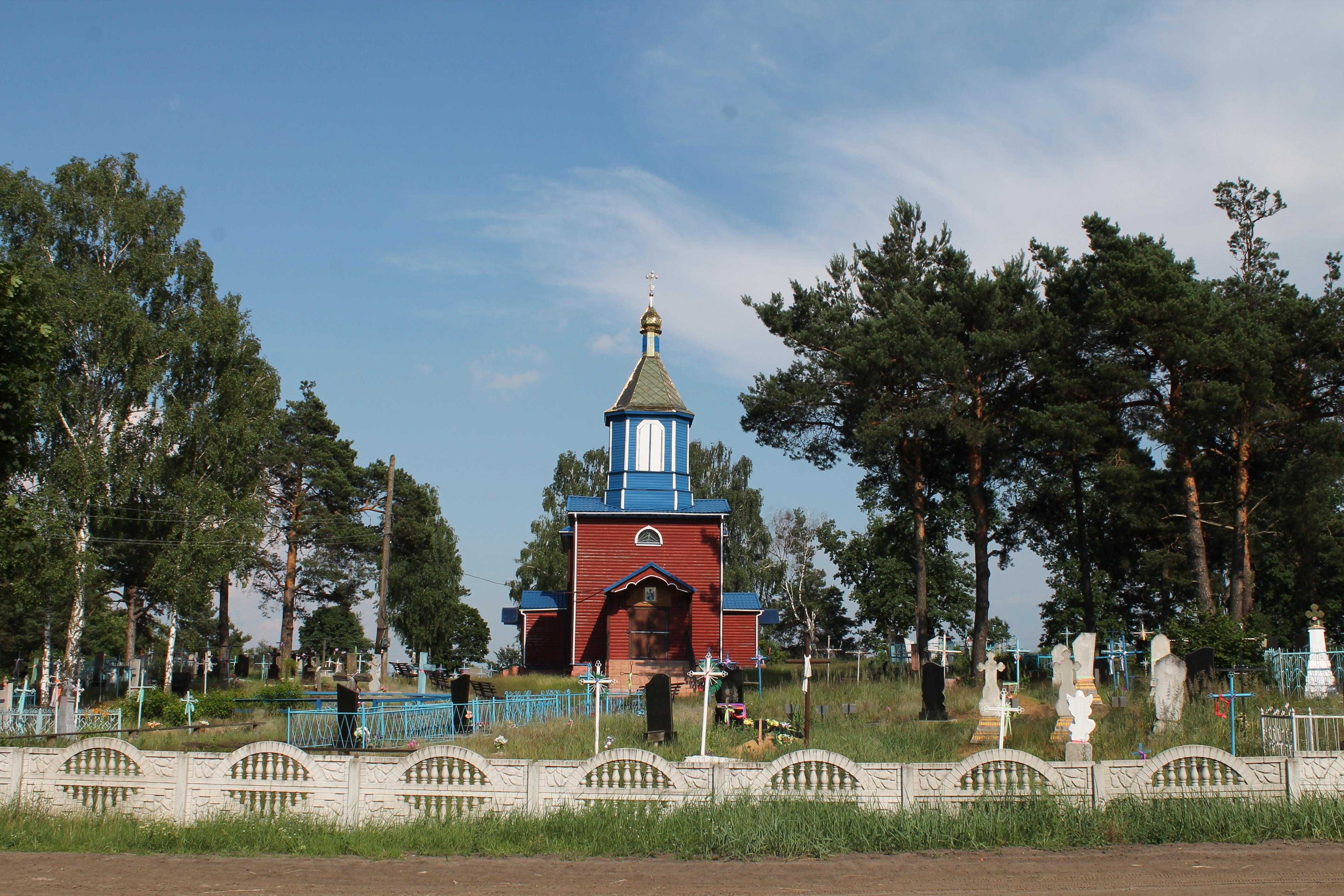
Миколаївська церква

Церква православної громади було збудована в 1888 році, з того часу у ній проводяться богослужіння.
Церква євангельської громади була збудована на початку 1990-х років. У 2010 році було прийнято рішення розпочати будівництво нового храму для більшої кількості людей. Будівництво було завершене в 2015 році, в цьому ж році відбулось відкриття нового Дому молитви.

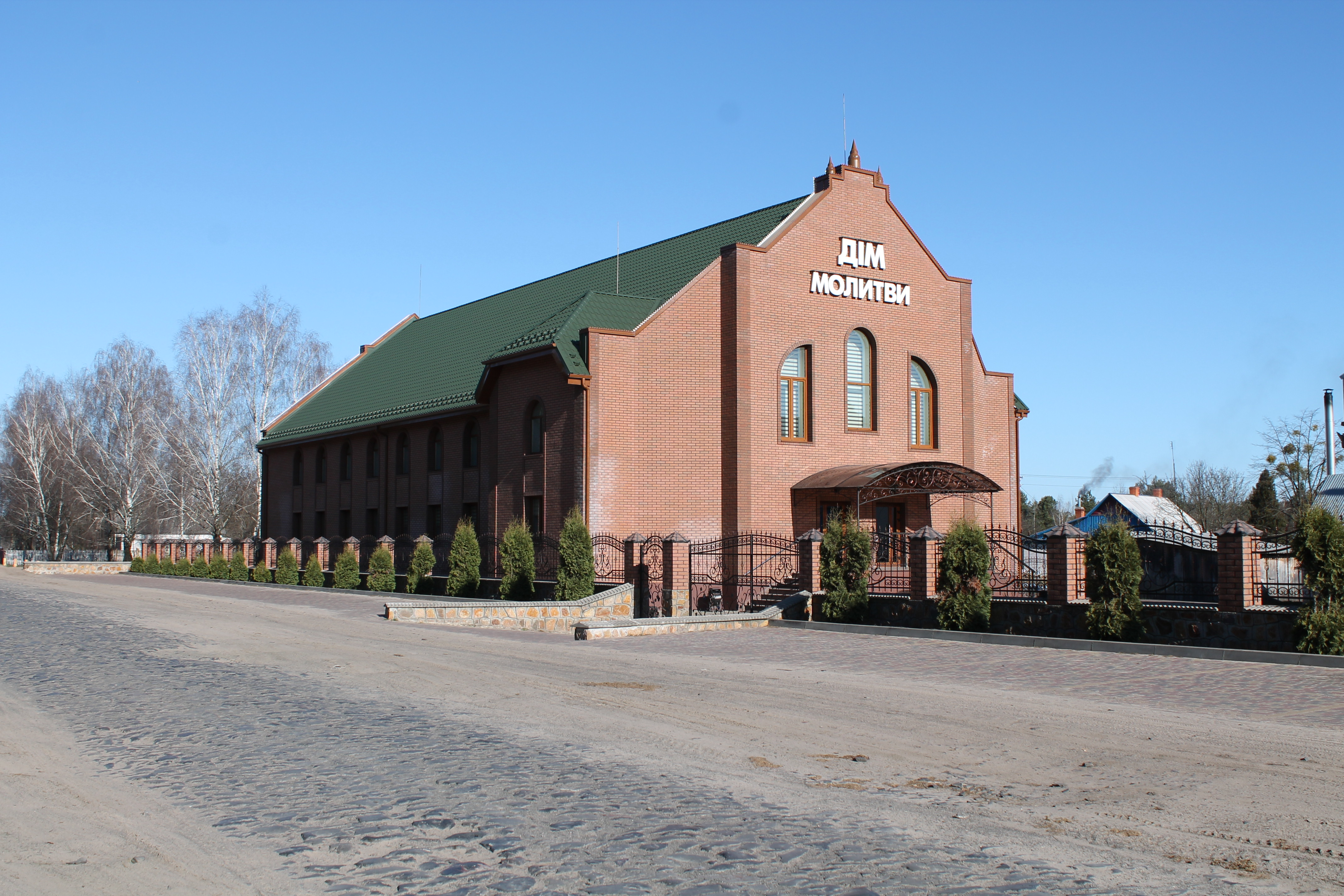
Дім молитви церкви ХВЄ

## Сучасне село
З проголошенням незалежності України 24 серпня 1991 р. розпочався сучасний період в історії цього населеного пункту.
Зараз у селі працюють ДНЗ «Росинка», Воронківський НВК «Загальноосвітня школа І-ІІ ступенів», будинок культури, бібліотека, фельдшерсько-акушерський пункт, відділення поштового зв'язку.
Воронки є одним із важливих центрів зеленого туризму на Рівненщині. Тут розташована база відпочинку, яка приймає щороку багато туристів та відпочиваючих. Також гостей приймає Агросадиба «Гостина».
На футбольних матчах честь села захищає ФК «Зоря».
27 грудня 2015 р. у селі освячено новозбудований Дім молитви християн віри євангельської.
2020 року жителі села розпочали оформлювати у свою власність землю що їм було видано відповідно до паїв після ліквідації колгоспу. Після десятків років земля знову повертається у приватну власність жителів села.
12 червня 2020 року, відповідно до розпорядження Кабінету Міністрів України № 722-р від «Про визначення адміністративних центрів та затвердження територій територіальних громад Рівненської області», увійшло до складу Володимирецької селищної громади.
19 липня 2020 року, в результаті адміністративно-територіальної реформи та ліквідації Володимирецького району, село увійшло до складу Вараського району.

## Населення
За переписом населення 2001 року в селі мешкало 1550 осіб.

### Мова
Розподіл населення за рідною мовою за даними перепису 2001 року:
| Мова       | Відсоток |
| ---------- | -------- |
| українська | 99,49 %  |
| російська  | 0,39 %   |
| білоруська | 0,06 %   |

## Відомі земляки
- М'ялик Віктор Ничипорович — народний депутат України 9-го скликання.
- Чугай Яків Федорович